# Tour 10 Años
Es la cuarta gira que realizó la banda de rock argentina Ciro y los Persas. Comenzó el 26 de enero de 2019 y terminó el 21 de diciembre de 2019. Se realizó para celebrar los 10 años de la creación de la banda y desde que empezaron a tocar en distintos escenarios. Marca el regreso a los escenarios luego del show en el estadio de River el 15 de diciembre de 2018 en el final de la gira del tercer disco. Comenzaron con un concierto en Mar del Plata ante más de 100.000 personas. Después siguieron con un concierto en General Roca y luego en el Cosquín Rock. Luego tocaron en un par de fechas por el sur argentino, para después seguir por Uruguay y regresar nuevamente a la Argentina, tocando en Rosario y en el estadio Luna Park en mayo, para seguir otra vez por el sur y volver a Buenos Aires en agosto. Siguieron recorriendo la Argentina con un concierto en Santa Fe y otro en Formosa, y después visitaron por primera vez España con dos shows, como hizo La Renga, Rata Blanca, Los Piojos, Skay Beilinson y otros más. Volvieron a la Argentina en octubre para tocar en Córdoba, y después tocaron en Mercedes, para luego volver a Uruguay en diciembre y participar en dos festivales, ya de regreso a la Argentina. La gira terminó con dos conciertos en Buenos Aires.

## Festejos por los 10 años

### 2019
Comienzan un nuevo año tocando el 26 de enero de 2019 en el Paseo Hermitage de Mar del Plata, dando comienzo así a la gira por los 10 años de la creación de la banda y de su primer concierto tras la separación de Los Piojos. Resultó ser el show más convocante de la historia de la banda, ante un total de 135.000 personas y uno de los más convocantes por una banda de rock argentina. Aunque es superado por el concierto trágico del Indio Solari en Olavarría, al cual asistieron aproximadamente 345.000 seguidores. Sucedió luego del show en el Estadio River Plate el 15 de diciembre de 2018 en el final de su gira anterior. El recital se desarrolló en el marco del Movistar Fri Music 2019, y contó con la presencia de La Que Faltaba, El Plan de la Mariposa y Manuela Martínez de la Presa, la hija de Andrés Ciro Martínez. Esta es una nueva visita a Mar del Plata de la banda, ya que tocaron una sola vez en Playa Mute, 4 veces en el Estadio Polideportivo Islas Malvinas, en GAP y en el Patinódromo, dando así un total de 8 shows en varias ocasiones. El 8 de febrero, la banda participó en una nueva edición de la Fiesta Nacional de la Manzana en General Roca junto con Divididos y Lisandro Aristimuño ante más de 100 mil personas. El 10 de febrero, la banda participa de la edición 19 del Cosquín Rock en Santa María de Punilla junto a Emanero, Attaque 77 y otros grupos más. Esta es la novena participación de la banda en este festival, ya que habían tocado en las 8 veces anteriores entre 2011 y 2018, esta última en el Naranja Persa Tour. El 17 de febrero participaron en una nueva edición de la Fiesta del Lago junto con otros artistas. Esta visita tuvo lugar en el Anfiteatro del Bosque de El Calafate. El 22 de febrero participaron en los festejos del 118.º aniversario de Comodoro Rivadavia junto a otros artistas. El recital se desarrolló en el Predio Ferial. El 23 de febrero, la banda vuelve a Sunchales después de 5 años. La última visita fue el 18 de enero de 2014 en su segunda gira. La sede elegida fue Low Disco, como en la gira antes mencionada. El 5 de abril volvieron otra vez a Uruguay para tocar en el Parque Rodó de Minas junto a Los Auténticos Decadentes y La Vela Puerca en el marco del Festival Minas y Abril. El 4 de mayo, la banda regresa a la Argentina para tocar otra vez en el Anfiteatro Municipal Humberto de Nito de Rosario. Los días 10 y 11 de mayo realizan dos nuevos shows en el Estadio Luna Park, a casi 5 meses del magnífico concierto en el Estadio River Plate. El 6 de junio participaron de la Fiesta de la Noche Más Larga desarrollada en el Predio Cochocho Vargas en Ushuaia. El 27 de junio sale otro nuevo videoclip, cuyo tema de fondo es «Por cel», del último disco de la banda. En el video se puede divisar a varios integrantes de Ciro y los Persas transformados en marionetas. Cuenta con la participación de la hermosísima cantante Uruguaya nacida en Argentina Julieta Rada. Los días 15 y 30 de agosto dieron otros dos nuevos shows en el Estadio Luna Park. Contaron con la participación del pianista Horacio Lavandera. Además tocaron con Rubén Rada y con su bella hija Julieta Rada. El 7 de septiembre volvieron a tocar en Island Corp de Santa Fe. Días después dieron un concierto en el Polideportivo Municipal Evita de Laguna Blanca en el marco de la Fiesta del Pomelo. El show tuvo lugar el 20 de septiembre. Los días 27 y 28 de septiembre tocaron por primera vez en España. Las sedes de esta primera visita fueron la sala Razzmatazz de Barcelona y la Sala París 15 de Málaga. Esta es una nueva banda nacional que se suma a la ola de artistas de renombre argentinos que tocaron en España, tales como La Renga (1998, 2004, 2007 y 2008), Skay Beilinson (2010), Los Piojos (2003, 2004 y 2008), La Beriso (2017 y 2018), Soda Stereo (1992), Divididos (2001, 2002 y 2009), Rata Blanca (1993, 1994, 2001, 2003, 2004, 2006, 2007, 2008, 2009, 2016, 2017 y 2019) y No Te Va Gustar (2005, 2006, 2007, 2008, 2009, 2010, 2011, 2013 y 2015). Estos conciertos marcaron el regreso de Andrés Ciro Martínez a España después de 11 años. La última vez que Andrés Ciro Martínez visitó España fue con su banda anterior durante el mes de octubre de 2008 (1, 3, 7, 8, 10 y 11 de octubre), en el marco de la gira de presentación de su último disco. El 4 de octubre, después de su primera visita a España, la banda regresó a la Argentina para tocar en la Plaza de la Música de Córdoba. El 9 de noviembre, la banda toca en una nueva edición del Mastai que se desarrolló en el Parque Municipal de Independencia en Mercedes. Tocaron junto a Divididos, Manu Chao, Damas Gratis y otros más. Durante todo el concierto tuvieron sobre el escenario a la preciosa cantante Julieta Rada. Los días 4 y 5 de diciembre, la banda regresó otra vez a Uruguay para tocar por primera vez en la Sala del Museo en Montevideo, donde alguna vez lo hizo Skay Beilinson en 2015 (5 de septiembre), 2016 (22 de octubre) y 2018 (8 de septiembre) o La Vela Puerca en 2015 (18, 19, 25 y 26 de noviembre) y 2019 (14, 15 de mayo y 27 y 28 de noviembre). El 7 de diciembre, la banda regresó a la Argentina para participar en una nueva edición de la Fiesta de la Cerveza  de Godoy Cruz ante más de 18 mil personas. El 11 de diciembre dieron un nuevo megacústico en La Trastienda Club  de Buenos Aires ante 400 personas, en un concierto transmitido por la Mega 98.3. Los días 20 y 21 de diciembre realizaron dos shows más en el estadio Luna Park. En el concierto del día 20 de diciembre festejaron 10 años desde su primer y segundo concierto, al igual que el día siguiente. En total, Andrés Ciro Martínez lleva hasta ahora 60 shows realizados en el mítico escenario de Buenos Aires: 24 con Los Piojos y 36 con su banda actual. Así se termina un año memorable.

## Setlist
Representa el concierto del 26 de enero de 2019 en Mar del Plata.
1. "Banda de garage"
2. "Taxi boy"
3. "Prometeo"
4. "Vas a bailar"
5. "Canción de cuna"
6. "Barón Rojo"
7. "Juira!"
8. "Antes y después"
9. "Tan solo"
10. "Fijate"
11. "Dale darling"
12. "Caminando"
13. "Como Alí"
14. "Mírenla"
15. "Me gusta"
16. "Pistolas"
17. "Plan"
18. "Ciudad animal"
19. "Ruleta"
20. "Por cel"
21. "Dice"
22. "Pacífico"
23. "Todos igual"
24. "El farolito"/"El balneario de los doctores crotos"/"Muévelo"
25. "Astros"
26. "Cruel"
27. "Himno Nacional Argentino"

## Conciertos
| Fecha                    | Ciudad             | País      | Recinto                                    | Asistencia |
| ------------------------ | ------------------ | --------- | ------------------------------------------ | ---------- |
| América del Sur          |                    |           |                                            |            |
| 26 de enero de 2019      | Mar del Plata      | Argentina | Paseo Hermitage                            | 135,000    |
| 8 de febrero de 2019     | General Roca       | Argentina | Predio de la Fiesta Nacional de la Manzana | 100,000    |
| 10 de febrero de 2019    | Córdoba            | Argentina | Aeródromo Santa María de Punilla           | 60,000     |
| 17 de febrero de 2019    | El Calafate        | Argentina | Anfiteatro del Bosque                      | 20,000     |
| 22 de febrero de 2019    | Comodoro Rivadavia | Argentina | Predio Ferial                              | 8,000      |
| 23 de febrero de 2019    | Sunchales          | Argentina | Centro Cultural Low                        | 3,000      |
| 5 de abril de 2019       | Minas              | Uruguay   | Parque Rodó                                | 16,000     |
| 4 de mayo de 2019        | Rosario            | Argentina | Anfiteatro Municipal Humberto de Nito      | 3,000      |
| 10 de mayo de 2019       | Buenos Aires       | Argentina | Estadio Luna Park                          | 8,500      |
| 11 de mayo de 2019       | Buenos Aires       | Argentina | Estadio Luna Park                          | 8,500      |
| 6 de junio de 2019       | Ushuaia            | Argentina | Predio Cochocho Vargas                     | 6,000      |
| 15 de agosto de 2019     | Buenos Aires       | Argentina | Estadio Luna Park                          | 8,500      |
| 30 de agosto de 2019     | Buenos Aires       | Argentina | Estadio Luna Park                          | 8,500      |
| 7 de septiembre de 2019  | Santa Fe           | Argentina | Island Corp                                | 2,000      |
| 20 de septiembre de 2019 | Laguna Blanca      | Argentina | Polideportivo Municipal Evita              | 40,000     |
| Europa                   |                    |           |                                            |            |
| 27 de septiembre de 2019 | Barcelona          | España    | Razzmatazz                                 | 3,200      |
| 28 de septiembre de 2019 | Málaga             | España    | Sala París 15                              | 3,000      |
| América del Sur          |                    |           |                                            |            |
| 4 de octubre de 2019     | Córdoba            | Argentina | Plaza de la Música                         | 7,000      |
| 9 de noviembre de 2019   | Mercedes           | Argentina | Parque Municipal Independencia             | 30,000     |
| 4 de diciembre de 2019   | Montevideo         | Uruguay   | Sala del Museo                             | 1,100      |
| 5 de diciembre de 2019   | Montevideo         | Uruguay   | Sala del Museo                             | 1,100      |
| 7 de diciembre de 2019   | Godoy Cruz         | Argentina | Parque San Vicente                         | 18,000     |
| 11 de diciembre de 2019  | Buenos Aires       | Argentina | La Trastienda Club                         | 400        |
| 20 de diciembre de 2019  | Buenos Aires       | Argentina | Estadio Luna Park                          | 8,500      |
| 21 de diciembre de 2019  | Buenos Aires       | Argentina | Estadio Luna Park                          | 8,500      |

## Países visitados
- Argentina
- España
- Uruguay

## Formación durante la gira
- Andrés Ciro Martínez - Voz y guitarras (2009 - Actualidad)
- Juan Manuel Gigena Ábalos - Guitarra eléctrica (2009 - Actualidad)
- Julián Isod - Batería (2009 - Actualidad)
- Rodrigo Pérez - Guitarra rítmica (2011 - Actualidad)
- João Marcos César Bastos - Bajo (2009 - Actualidad)
- Nicolás Raffetta - Teclados (2012 - 2020)